# Daniela Lindemeier
Daniela Lindemeier (* 3. Juli 1992) ist eine namibische Schwimmerin.
Ihr größter Erfolg war der Gewinn von drei Bronzemedaillen über 50, 100 und 200 Meter Brust bei den Afrikaspielen 2015 im kongolesischen Brazzaville. Von den Spielen vier Jahre zuvor ging sie noch leer nach Hause. Lindemeier nahm an den Schwimmweltmeisterschaften 2013 teil.
Aufgrund einer Erkrankung nahm Lindemeier nicht an den Olympischen Sommerspielen 2020 teil.
Ihr Vater ist der ehemalige Olympia-Schwimmer Jörg Lindemeier.

## Bestleistungen
- 50 m Brust, 32,69 Sekunden, 8. September 2015 (namibischer Rekord)
- 100 m Brust, 1:10:62 Minuten, 13. April 2015 (namibischer Rekord)
- 200 m Brust, 3:22:16 Minuten, 17. April 2015 (namibischer Rekord)
- 4 × 50 m Lagen, 2:02:27 Minuten, 20. Mai 2015 (namibischer Rekord)
- 4 × 100 m Lagen, 4:20:81 Minuten, 7. Dezember 2014 (namibischer Rekord)